# Carlo Spampani
Carlo Spampani (* um 1750 in Rom; † 2. März 1785 in Różanka, Polen-Litauen) war ein Architekt, Bildhauer und Steinmetz des frühen Klassizismus. Spampani gehörte zu den zahlreichen italienischen Künstlern, die für Magnaten in Polen-Litauen tätig waren.

## Biografie
Spampani studierte an der Accademia di San Luca. 1770 holte ihn Franciszek Smuglewicz nach Vilnius, wo er für den Jesuitenorden tätig war und an der Universität Vilnius lehrte. Nach der Auflösung des Ordens kam er in die Dienste des Woiwoden von Vilnius Karol Stanisław Radziwiłł, des Woiwoden von Minsk Józef Mikołaj Radziwiłł, des Großkanzlers von Litauen Joachim Litawor Chreptowicz, des Starosten Justynian Niemirowicz-Szczytt (1740–1824) u. v. a. Spampani war der erste Architekt, der in Litauen im Stil des Klassizismus Paläste, Kirchen und Parkanlagen gestaltete. Viele örtliche Architekten übernahmen sodann seinen Stil, der für die adlige Architektur Litauens im späten 18. Jahrhundert prägend wurde. Er verstarb unerwartet jung während seiner Arbeit an dem Palast von Józef Piotr Pac in Różanka. Er wurde in der Pfarrkirche von Klezk beigesetzt. Karol Jelski gestaltete sein Grab.

## Werke (Auswahl)
- Palast in Radziwiłłmonty, Czerwona Gwiazda
- Kirche in Saslauje
- Palast in Szczorse
- Palast in Juscijanawa
- Palast in Tabołki
- Palais Bienica, Bienica
- Palais Dobrejmyśl